# Poluvsie
Poluvsie este o comună slovacă, aflată în districtul Prievidza din regiunea Trenčín, pe malul râului Nitra. Localitatea se află la altitudinea de 320 m deasupra n.m., se întinde pe o suprafață de 2,16 km2 și în 2017 număra 579 de locuitori.

## Istoric
Localitatea Poluvsie este atestată documentar din 1358.

## Demografie
| An:                | 1994 | 2004   | 2014   | 2024   |
| ------------------ | ---- | ------ | ------ | ------ |
| Număr de persoane: | 542  | 562    | 580    | 537    |
| Diferență:         |      | +3,69% | +3,20% | −7,41% |

| An:                | 2023 | 2024   |
| ------------------ | ---- | ------ |
| Număr de persoane: | 539  | 537    |
| Diferență:         |      | −0,37% |